# Джоузеф Маккарти
Джоузеф Реймънд Маккарти (на английски: Joseph Raymond McCarthy) е американски политик, сенатор от щат Уисконсин, член на Републиканската партия на САЩ. Станал известен с преследванията през 50-те години на ХХ век на симпатизанти на комунистите и на заподозрени в шпионаж в полза на СССР (така наречения „Лов на вещици“).

## Биография
Маккарти е роден в град Гранд Шут, близо до град Епълтън, Уисконсин на 4 ноември 1908 г. Майка му Бриджит Тиърни (Bridget Tierney) е с ирландско потекло. Баща му Тим Макарти е с германско-ирландски произход.
Напуска училище когато е на 14 години, за да помага на родителите си във фермата. Завършва гимназия на 20 години, а в периода 1930-1935 година завършва право в Университета на Милуоки. Започва работа в адвокатска кантора в град Шавано, Уисконсин. Представя се много добре и на избори през 1939 година е избран за Окръжен съдия.
През 1942 г., скоро след включването на САЩ във Втората световна война, Макарти се записва в морската пехота на САЩ, въпреки че работата му като съдия го освобождава от военна повинност. Длъжността му на „съдия“ автоматично му дава длъжност лейтенант в армията, след време е повишен в чин капитан. Службата си в армията успява да използва в следвоенните години при политическите си изяви.
Кандидатира се за пръв път за член на Сената през 1944 г., докато все още е на активна служба, но не успява да спечели. През 1946 г. отново се кандидатира и този път е избран за сенатор от щата Уисконсин.
Остава сенатор до смъртта си на 2 май 1957 г., когато умира от хепатит и цироза на черния дроб.

## Маккартизъм
Името на Джоузеф Маккарти е тясно свързано с движението маккартизъм. Участието му в културния феномен, който приема неговото име впоследствие, започва с реч, която произнася на Деня на Линкълн, 9 февруари 1950 г., пред Републиканския женски клуб в Западна Вирджиния. Той показва лист хартия, за който твърди, че съдържа списък на известни комунисти, работещи в Държавния департамент. Маккарти е често цитиран да казва: „Аз държа тук в ръката си списък с 205 имена, за които Държавният секретар е бил уведомен, че са членове на Комунистическата партия и които въпреки всичко продължават да работят и да формират политиката на Държавния департамент.“  Тази реч предизвиква водопад от медийно внимание към Маккарти и поставя начало на пътя, който го превръща в един от най-разпознаваемите политици в Щатите.